# 凯文·马丁 (冰壶运动员)
凯文·马丁（英語：Kevin Martin，1966年7月31日—），加拿大男子冰壶运动员。他曾代表加拿大获得2002年冬季奥运会男子冰壶银牌和2010年冬季奥运会男子冰壶金牌。